# Amastus diluta
Amastus diluta là một loài bướm đêm thuộc phân họ Arctiinae, họ Erebidae.